# Atylostagma glabra
Atylostagma glabra là một loài bọ cánh cứng trong họ Cerambycidae.